# P/2005 SB216 LONEOS
P/2005 SB216 (LONEOS) è una cometa periodica appartenente alla famiglia delle comete gioviane.
Al momento della sua scoperta fu ritenuta un asteroide, gli studi effettuati dal team del Programma T3 hanno permesso di scoprire la sua natura cometaria.